# Pawło Połubotok

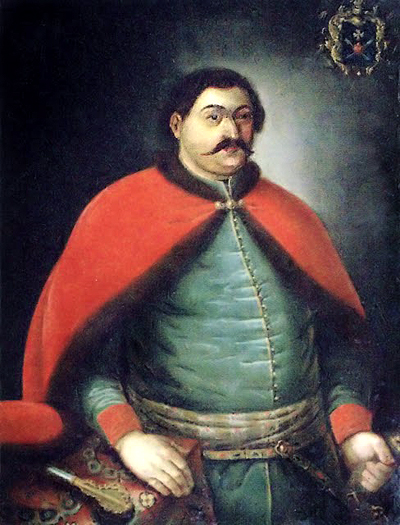
Hetman Pawło Połubotok (XVIII lub XIX wiek)

Herb Pawła Połubotoka

Pawło Połubotok, Paweł Połubotok (ukr. Павло Леонтійович Полуботок) (ur. ok. 1660, zm. 29 grudnia 1724) – hetman nakaźny w Naddnieprzu w latach 1722–1724 po śmierci hetmana Iwana Skoropadskiego, pułkownik czernihowski. Walczył o niezależność ziem ukraińskich, o ograniczenie władzy carskiej i przeciwko niszczeniu resztek kozackiej niezależności na Ukrainie Lewobrzeżnej.
W 1706 został mianowany, podobnie jak ojciec, pułkownikiem czernihowskim; nie poparł powstania Mazepy. W 1708 na radzie w Głuchowie zaproponowano jego kandydaturę na stanowisko hetmana, ale Piotr I nie zatwierdził wówczas tego wyboru.

## Młodość
Pawło Połubotok urodził się około roku 1660 w rodzinie pułkownika czernihowskiego Leona Połubotoka. Wraz z ojcem należał do sojuszników Iwana Samojłowicza, następnie wspierali Iwana Mazepę. W 1706 roku został pułkownikiem rodzimego pułku. W czasie powstania Mazepy (wojny Rosji ze Szwecją) pozostał poza teatrem działań. Na radzie w Głuchowie w 1708 był zgłoszony na godność hetmańską, jednak wywołało to negatywną opinię Piotra I, który miał powiedzieć: To człowiek chytry, z niego może być drugi Mazepa.

## Na urzędzie hetmańskim
Po przegranej Karola XII, którego Mazepa był sojusznikiem, z Piotrem Wielkim pod Połtawą, car rozpoczął likwidację ostatnich objawów kozackiej autonomii. Samo używanie nazwy "Ukraina" zostało przez niego zakazane, do języka wprowadzono pojęcie "Małorosja" (ukr. Малоросія), które zresztą istnieje w języku rosyjskim do dziś, będąc określeniem terenów Ukrainy tamtych czasów. Zamiast urzędu hetmana kozackiego stworzył on w 1722 roku Kolegium Małorosyjskie, które nie miało w swoim składzie żadnych Kozaków. Celem tego organu władzy było „ukorzyć ich ojcowiznę” (ukr. привести їх батьківщину до покори, według słów hrabiego Tołstoja, doradcy Piotra Wielkiego).
Kolegium Małorosyjskie zarządzane było przez 6 rosyjskich oficerów sztabowych, z generałem brygady na czele, i prokuratora. Wprowadziło ono wysokie podatki, a sumami z nich pochodzącymi rozporządzało według własnego uznania. Pułkownicy z Wielkorosji (jak nazywano Rosję) dopuszczali się nieprawidłowości, a wojsko rosyjskie gnębiło miejscową ludność. Kozacy byli skazywani na katorgę i zsyłani w głąb Rosji, skąd wracali jako kalecy lub nie wracali w ogóle.
Po otrzymaniu informacji o śmierci Iwana Skoropadskiego w 1722 roku, Piotr I powierzył wykonywanie obowiązków hetmana pułkownikowi Pawłowi Połubotokowi (jako hetman nakaźny), z nakazem konsultowania wszystkich decyzji z Kolegium Małorosyjskim. Starszyzna kozacka zwróciła się do Kolegium z prośbą o zgodę na wybór nowego hetmana, jednak długo czekała na odpowiedź. Dopiero w lipcu 1723 Piotr Wielki odpowiedział, że sprawa zostaje odłożona na czas nieokreślony. Car zakomunikował, iż od czasów hetmana Bohdana Chmielnickiego wszyscy hetmani okazali się "zdrajcami", a ponieważ sprawy na Naddnieprzu mają się dobrze, dlatego daje on sobie czas na wybranie osoby w pełni wobec niego uległej i posłusznej.
Połubotok rozesłał uniwersał do starszyzny kozackiej, w której zakazał, pod groźbą srogich kar, wykorzystywania kozactwa do jej potrzeb, bez zgody władz. Następnie zajął się reformą sądów, które w tamtym czasie były w głębokim kryzysie. Wprowadził nakaz, aby zaprzestać praktyki wydawania wyroków przez pojedynczego sędziego – od tej pory sędzia miał być kontrolowany przez grupę asesorów. Wprowadził także możliwość apelacji do sądu wyższej instancji.

## Wezwanie do Petersburga i aresztowanie
Pawło Połubotok wraz ze starszyzną kozacką nie przestawał upominać się do władz rosyjskich o wybór nowego hetmana, skarżył się także na samowolę i łamanie praw przez urzędników rosyjskich („wielkorosyjskich”). Gdy urzędnicy Kolegium Małorosyjskiego, czując zagrożenie osobiste działaniami hetmana, złożyli na niego skargę do Piotra Wielkiego, car wezwał go wraz z częścią starszyzny kozackiej do Petersburga. Jednocześnie, w celu uniknięcia wewnętrznych utarczek, nakazał im wymarsz w kierunku granicy, pod pretekstem ochrony ziem przed Tatarami.
W Petersburgu Połubotok złożył prośbę o przywrócenie na Naddnieprzu starych praw i zwyczajów, z których najważniejszym był postulat wyboru hetmana. Zwrócił uwagę, że według prawa nadanego przez Bohdana Chmielnickiego nikt nie ma prawa do ingerowania w sądownictwo kozackie, natomiast na porządku dziennym było narzucanie sądom woli namiestników rosyjskich. W tym samym czasie wojsko kozackie stacjonujące nad rzeką Kołamak wysłało do cara skargę w podobnym tonie, oskarżając namiestników rosyjskich o samowolę i ucisk, w której prosiło o pozwolenie na wybór nowego hetmana według starego prawa.
Na rozkaz cara hetman i przybyła z nim starszyzna zostali aresztowani i osadzeni w twierdzy Pietropawłowskiej.

## W więzieniu
Zgodnie z legendą Pawło Połubotok miał obrazić Piotra Wielkiego, pouczając go, że gnębienie Kozaków i miejscowej czerni
nie przystoi carowi, a sławę i wdzięczność przyniesie mu sprawowanie władzy nad narodem wolnym, a przez to wdzięcznym swojemu władcy. Hetman dowodził, iż za wierną służbę państwu jedyną zapłatą jest carski gniew i ucisk.

Za wszystko to zamiast wdzięczności dostaliśmy tylko krzywdę i zniewagę, popadliśmy w ciężką niedolę, płacimy haniebne i nieznośnie daniny, musimy kopać wały obronne i kanały, osuszać bagna, zasypując je ciałami naszych zmarłych braci, którzy tysiącami umierają w nich od złego klimatu. Wszystkie te nieszczęścia i krzywdy zwiększyły się jeszcze bardziej teraz, wraz z nowymi porządkami: rządzą nami moskiewscy urzędnicy, którzy nie znają ani naszych praw, ani zwyczajów, i są prawie analfabetami – wiedzą tylko, że wolno im zrobić z nami wszystko, co zechcą.

Rozgniewany Piotr Wielki zagroził hetmanowi śmiercią za takie zuchwalstwo i nakazał osadzenie go w twierdzy Pietropawłowskiej. Przed śmiercią Połubotok powiedział jeszcze carowi:

Za krzywdy moje i mojego narodu staniemy jeszcze przed wspólnym i bezstronnym sędzią, Bogiem naszym; niedługo staniemy przed nim i on osądzi nas, Piotra i Pawła.

Nie mając podstaw do skazania Połubotoka za działalność polityczną, wysunięto zarzuty dopuszczenia się przez niego nieprawidłowości gospodarczych, w czasach gdy stał on na czele pułku czernihowskiego, przedstawiając na to cały szereg, najprawdopodobniej sfabrykowanych, dowodów. Śledztwo ciągnęło się wiele miesięcy, obwiniony nie doczekał wydania wyroku i zmarł w więzieniu 29 grudnia 1724 roku. Miesiąc po nim zmarł i car Piotr Wielki (28 stycznia 1725).
Śmierć Połubotoka zrobiła głębokie i smutne wrażenie na Kozakach, zwłaszcza wśród starszyzny. Został on pochowany na cmentarzu w Sankt Petersburgu, a jego czyny stały się powodem heroizacji jego osoby w różnego rodzaju dziełach literackich.

## Skarb Połubotoka
Istnieje legenda, według której Połubotok, jako hetman kozacki, miał do dyspozycji ogromną kwotę pieniędzy w sztabach złota. Widząc, iż Kozacy popadają w pełną zależność od Rosji, wysłał skarb do Wielkiej Brytanii, gdzie miał on być wpłacony do Banku Brytyjskiej Kompanii Wschodnioindyjskiej. Połubotok miał dać dyspozycję, żeby skarb został przechowany do czasu, aż Naddnieprze uzyska niepodległość, i przekazany władzom niezależnego kraju.
Legenda głosi, że w 1720 roku syn hetmana, Jakow Połubotok, za poleceniem ojca, wywiózł złoto na Wyspy Brytyjskie. Władze Rosji (w tym Piotr Wielki) i Związku Radzieckiego kilkukrotnie próbowały odzyskać skarb. W 1908 roku w miejscowości Starodyby (ukr. Стародубi), z której pochodził Połubotok, zorganizowano spotkanie około 350 potomków hetmana, którzy następnie wysłali delegację 25 osób do Londynu. Mieli oni zażądać wypłaty odsetek w wysokości 213 milionów karbowańców za 200 lat przechowywania skarbu.
Od 1991 roku wyjaśnianiem tajemnicy skarbu zajmują się władze niepodległej Ukrainy. Zgodnie z ich wyliczeniami suma depozytu Połubotoka wynosi 16 milionów funtów szterlingów. Jednak banki będące następcami prawnymi Banku Brytyjskiej Kompanii Wschodnioindyjskiej odrzucają wszelkie żądania, zasłaniając się tajemnicą bankową oraz faktem niedostarczenia odpowiednich dokumentów przez stronę ukraińską.